# ملفين جونسون
ملفين جونسون (بالإنجليزية: Melvin Johnson)‏ هو مصمم أمريكي، ولد في 6 أغسطس 1909 في بوسطن في الولايات المتحدة، وتوفي في 9 يناير 1965 في نيويورك في الولايات المتحدة.